# 도미타 나오야
도미타 나오야(冨田 尚弥, 1989년 4월 22일~)은 일본 아이치현 도카이시 출신의 수영 선수이다. 주 영법은 평영이다.

## 경력
평영을 주 종목으로 하는 선수이며, 100m보다 200m의 기록이 우수하다.
2010년 두바이에서 열린 제10회 세계 쇼트 코스 수영 선수권 대회와 중국 광저우에서 열린 제16회 아시안 게임에서 평영 200m에 출전하여 금메달을 획득하였다. 이로서 평영 200m의 유망주로 언론의 주목을 받았다.
2011년 기타지마 고스케를 누르고 세계 수영 선수권 대회에 일본 대표로 출전하였으나 12위에 머물렀고, 2012년 일본 선수권 대회에서 평영 100m와 200m 모두 6위에 머물며 2012년 런던 올림픽 출전권을 획득하지 못하고 슬럼프에 빠졌다.

## 2014년 아시안 게임 카메라 절도 사건

### 카메라 절도
2014년 대한민국 인천에서 개최된 제17회 아시안 게임의 일본 대표로 출전하여 평영 50m에서 예선 탈락, 평영 100m에서 4위를 기록하였다.
9월 25일, 도미타는 자신의 경기가 없는 날에 인천 문학박태환수영장에서 치러지는 동료 선수의 경기를 응원하러 왔다가 한국 연합뉴스 기자가 자리를 비운 사이, 기자의 카메라인 캐논 EOS-1D X의 렌즈를 빼고 몸통만을 절도한 혐의로 불구속 입건되었다. 도미타는 인천미추홀경찰서에서 조사를 받고 절도를 인정하였다.
도미타의 절도는 한일 양국에 크게 보도되었다. 도미타는 범행 동기를 묻는 질문에 "보는 순간, 갖고싶어졌다." 라고 답했으며, 카메라는 선수촌 도미타의 방에 있는 도미타의 가방에서 발견되었다.
일본수영연맹은 도미타를 즉각 일본 선수단에서 추방하기로 했고, 아오키 츠요시 일본 선수단장은 대회 메인프레스센터(MPC)에서 기자회견을 열고 고개 숙여 사과했다. 도미타는 출국 정지 처분을 받아 한국에서 조사를 받았다.
9월 29일, 인천지방검찰청은 도미타 용의자에게 벌금 100만원의 약식기소 처분을 내리며 "아시안 게임이 아직 진행 중이고 피해자가 처벌을 원치 않는다고 밝혔으며, 기소 유예의 선택지도 있지만 피해 물건이 고가(당시 800만원 상당)임을 비추어 볼 때, 한국 국민과 동등하게 처벌했다"고 처분 이유를 밝혔다.
도미타는 10월 1일, 일본으로 출국하였다. 이때 모인 취재진 앞에서 "큰 소동을 일으켜 진심으로 사죄드립니다." 라며 머리를 숙였다.

### 범죄 부인
일본으로 귀국한 도미타는 11월 6일 기자회견에서 돌연 자신의 범죄를 부정하였다. 자신은 카메라를 절도한 적이 없고, 동아시아계의 남자가 자신의 가방에 넣어 모함한 것이라고 주장하였으며, 당시 통역자로부터 사실대로 말하지 않으면 일본에 돌아갈 수 없다는 말을 듣고 두려워 거짓자백을 했다는 것이었다.
이에 일본 올림픽 위원회 조차 도미타의 말을 신뢰하기 어렵다는 입장을 밝혔다. 일본 올림픽 위원회에 소속된 2명의 직원이 한국 경찰로부터 CCTV 영상을 확인하였고, 가방에 카메라를 넣는 선수의 모습을 확인했으며, 현지 경찰의 조사를 받을 때도 일본측 직원의 입회하에 조사가 진행되었고, 동석한 통역의 일본어 능력 또한 문제될 게 없었다고 밝혔다.

### 유죄 판결
2015년 5월 28일, 인천지방법원은 도미타 나오야에게 벌금 100만원의 유죄 판결을 확정하였다. 제3자에 의한 범행임을 주장한 도미타에 대해 인천지방법원은 "제3자는 CCTV에 찍히지 않았음이 인정되고, 도난품의 입수 경위나 입수 후에 행동에 대해 신뢰하기 어렵다"며 도미타의 주장을 받아들이지 않았다.
도미타는 끝까지 자신은 억울하다는 입장을 냈지만, 항소할 뜻이 없음을 밝혀 유죄 판결이 확정되었다.
이 사건에 대해 변호사 오치아이 요지(落合洋司)는 "한국 법원의 판단에 합리성이 있다"고 말했으며 변호사 와카사 마사루(若狭勝)는 "객관적 사실과 변론 내용의 모순점이 판결의 쟁점이 되었다"며 모두 인천지방법원이 타당한 판결을 내렸다고 기고했다.